# خورخي ديفيسا
خورخي غارسيا ديفيسا (بالإسبانية: Jorge Devesa)‏ (من مواليد 18 يونيو 1988 في ألكوي، ألكويا، فالنسيا) هو لاعب كرة قدم إسباني، يلعب لنادي ألكويانو في مركز المدافع الأيمن.

## وصلات خارجية
- خورخي ديفيسا على موقع قاعدة بيانات كرة القدم.إي يو (الإنجليزية)
- خورخي ديفيسا على موقع Soccerway.com (الإنجليزية)
- خورخي ديفيسا على موقع AS.com (الإسبانية)

- Alcoyano official profile (بالإسبانية)
- BDFutbol profile
- Futbolme profile (بالإسبانية)
- Transfermarkt profile